# Euoniticellus tai
Euoniticellus tai är en skalbaggsart som beskrevs av Yves Cambefort 1983. Euoniticellus tai ingår i släktet Euoniticellus och familjen bladhorningar. Inga underarter finns listade i Catalogue of Life.